# Elezioni generali in Honduras del 2017
Le elezioni generali in Honduras del 2017 si tennero il 26 novembre per l'elezione del Presidente e il rinnovo del Congresso nazionale, contestualmente alle elezioni del Parlamento centro-americano.

## Risultati

### Elezioni presidenziali
| Candidati                   | Partiti                                     | Voti      | %     |
| --------------------------- | ------------------------------------------- | --------- | ----- |
| Juan Orlando Hernández      | Partito Nazionale dell'Honduras             | 1 410 888 | 42,95 |
| Salvador Nasralla           | LIBRE - PINU                                | 1 360 442 | 41,42 |
| Luis Orlando Zelaya         | Partito Liberale dell'Honduras              | 484 187   | 14,74 |
| Romeo Vásquez Velásquez     | Alleanza Patriottica Honduregna             | 6 517     | 0,20  |
| Marlene Elizabeth Alvarenga | Partito Anticorruzione                      | 5 983     | 0,18  |
| Lucas Evangelisto Aguilera  | Partito Democratico Cristiano dell'Honduras | 5 900     | 0,18  |
| Alfonso Díaz Narváez        | Partito di Unificazione Democratica         | 4 633     | 0,14  |
| Isaías Fonseca Aguilar      | Fronte Ampio                                | 3 151     | 0,10  |
| Eliseo Vallecillo Reyes     | Movimento Solidale                          | 3 003     | 0,09  |
| Totale                      | Totale                                      | 3 284 704 | 100   |

### Elezioni parlamentari
| Liste                                       | Voti | % | Seggi |
| ------------------------------------------- | ---- | - | ----- |
| Partito Nazionale dell'Honduras             |      |   | 61    |
| Libertà e Rifondazione                      |      |   | 30    |
| Partito Liberale dell'Honduras              |      |   | 26    |
| Partito di Innovazione e Unità              |      |   | 4     |
| Alleanza Patriottica Honduregna             |      |   | 4     |
| Partito di Unificazione Democratica         |      |   | 1     |
| Partito Democratico Cristiano dell'Honduras |      |   | 1     |
| Partito Anticorruzione                      |      |   | 1     |
| Fronte Ampio                                |      |   | -     |
| Movimento Solidale                          |      |   | -     |
| Altri                                       |      |   | -     |
| Totale                                      |      |   | 128   |